# Cremastus petiolaris
Cremastus petiolaris är en stekelart som beskrevs av Kolarov och Ahmet Beyarslan 1999. Cremastus petiolaris ingår i släktet Cremastus och familjen brokparasitsteklar. Inga underarter finns listade i Catalogue of Life.